# Epipontonia anceps
Epipontonia anceps är en kräftdjursart som beskrevs av Bruce 1983. Epipontonia anceps ingår i släktet Epipontonia och familjen Palaemonidae. Inga underarter finns listade i Catalogue of Life.